# Gösta Nordahl

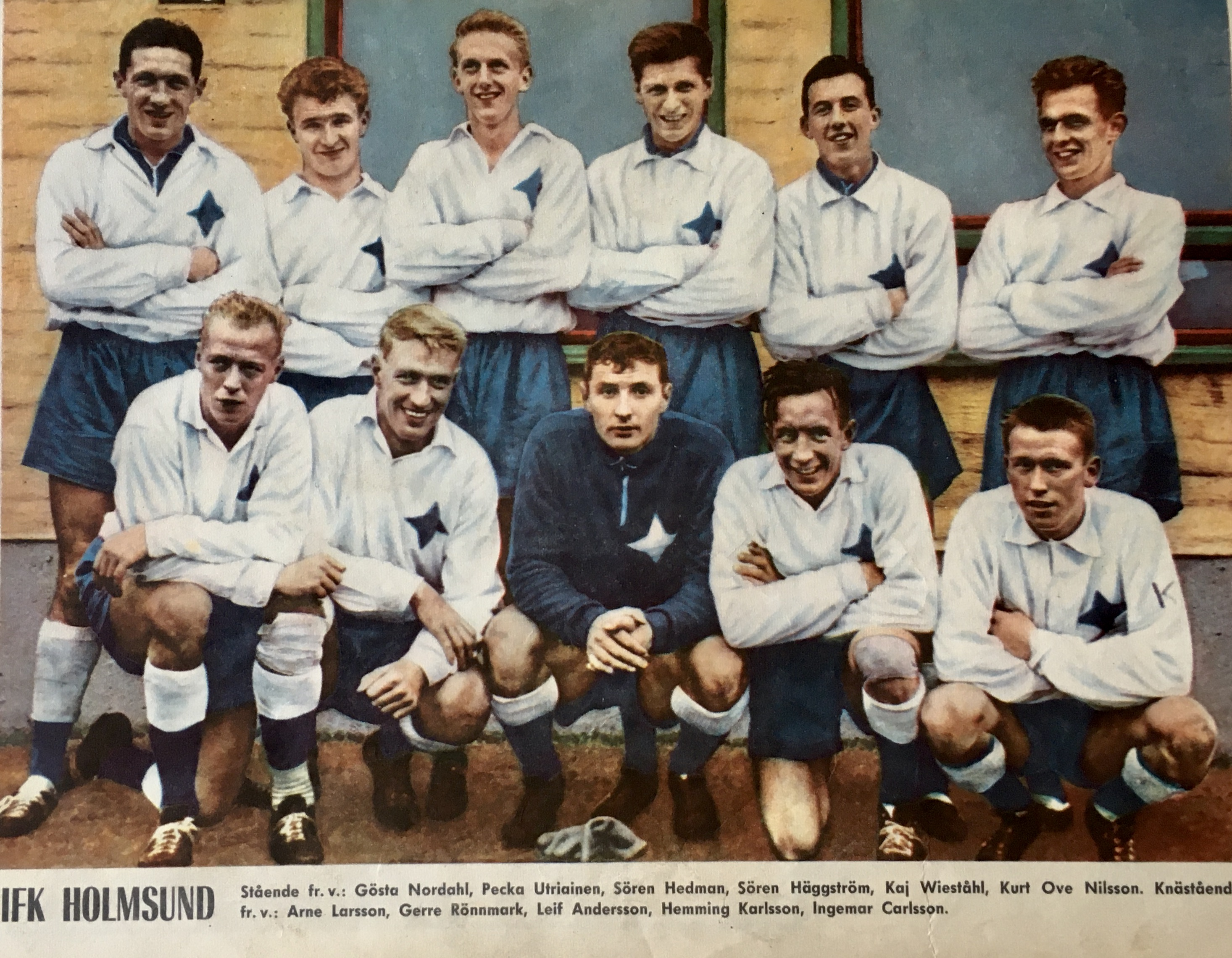
IFK Holmsund 1960 med bland andra Gösta Nordahl i laget – stående längst till vänster.

Gösta Nordahl, född 22 november 1928 i Hörnefors, död 1 mars 2003 i Västerås, var en svensk fotbollsspelare. Han var tvillingbror till Göran Nordahl som också var fotbollsspelare. Gösta Nordahl tog bland annat SM-guld med IFK Norrköping. Han avslutade fotbollskarriären som 38-åring efter en säsong i Allsvenskan med IFK Holmsund, ett lag han fram till dess spelat i under flera framgångsrika år.

### Fotnoter
1. ↑  ”Göran Nordahl” (på svenska). Västerbottenskuriren. 26 oktober 2019. https://www.vk.se/2019-10-26/goran-nordahl-hornefors. Läst 29 oktober 2019.